# Biológiai- és toxinfegyver-tilalmi egyezmény
A bakteriológiai (biológiai) és toxinfegyverek kifejlesztésének, előállításának és tárolásának megtiltásáról és e fegyverek megsemmisítéséről szóló (gyakori rövidített elnevezéssel a biológiai- és toxinfegyver-tilalmi) egyezmény volt az első többoldalú leszerelési egyezmény, amely egy adott fegyverkategória teljes betiltására irányult. Az egyezmény alapját a vegyi fegyverek betiltásáról szóló, 1925-ben Genfben elfogadott jegyzőkönyv jelenti, a biológiai fegyverek betiltásával a nemzetközi közösség ezt a jegyzőkönyvet kívánta kiegészíteni.

## Az egyezmény kidolgozása és elfogadása
Az egyezményt az Egyesült Nemzetek Szervezete XXVI. ülésszakán 1971. december 10-én fogadták el és 1972. április 10-én nyitották meg az aláírók felé. 1975. március 26-án lépett életbe, amikor a szükséges 22 ország letétbe helyezte a ratifikálás dokumentumait. Az egyezményhez napjainkban 189 ország csatlakozott (további 4 aláírta, de még nem ratifikálta), Magyarország 1972. április 10-én írta alá az egyezményt, a ratifikációs okmányokat 1973. február 15-én helyezték letétbe és az 1975. évi 11. törvényerejű rendelettel hirdették ki.
Az egyezmény hatókörét az I. cikk határozza meg, vagyis kiterjed minden mikrobiológiai és bakteriológiai hatóanyagra, biológiai ágensre, illetve élő szervezetek által termelt méregre (toxinra), valamint célba juttatásuk eszközeire, amelyeknek nincsen típusában és mennyiségében megfelelő polgári felhasználási területe (vagyis kivételt tesz a kis mennyiségű, orvosi és védelmi célokat szolgáló anyagok tekintetében).
Az egyezmény felülvizsgálására összehívott konferenciák rendszeresen megállapították, hogy a hatókör meghatározása magában foglal minden lehetséges jövőbeni tudományos és technikai fejlesztést. Az egyezmény nem magukat a biológiai hatóanyagokat vagy toxinokat tiltotta be, hanem felhasználásukat bizonyos - támadó - műveletekben. Gyógyászati vagy védelmi célú használatuk továbbra is engedélyezett. Az egyezmény legnagyobb problémája, hogy semmilyen hivatalos, egyértelmű és jól működő ellenőrző mechanizmust nem léptetett életbe az egyezmény betartásának felülvizsgálatára.
A szerződésben vállaltak megszegése esetén az ENSZ Biztonsági Tanácsának kell dönteni a szankciókról. Az ötévente rendezett felülvizsgálati konferenciákon minden alkalommal megvizsgálják a szerződés megerősítésének és egy ellenőrzési rendszer létrehozásának kérdését, egy ún. verifikációs jegyzőkönyv keretében. Egy 1995-ben létrehozott kutatócsoport össze is állított egy tervezetet, de végül néhány ország ellenállása miatt ennek megvalósítására nem került sor.

## Az egyezmény részeinek bemutatása
Az egyezmény 8 cikket tartalmaz I-X között számozva. Az egyes cikkek legfontosabb előírásai:
- I. cikk: A biológiai fegyverek beszerzésének, előállításának és tárolásának tilalma.
- II. cikk: A biológiai fegyverek megsemmisítéséről vagy békés célú felhasználásáról az egyezmény aláírása után.
- III. cikk: A biológiai fegyverek átadásának, vagy bármilyen segítségnyújtásnak tilalma.
- IV. cikk: Minden lehetséges lépést meg kell tenni az egyezmény gyakorlati megvalósítása során
- V. cikk: Az egyezmény végrehajtása során fellépő nehézségek esetén bilaterális és multilaterális konzultáció végrehajtása.
- VI. cikk: Az ENSZ BT-t fel lehet kérni, hogy kivizsgálja az egyezmény megsértését és utána szankciókat állapítson meg.
- VII. cikk: Előírások a biológiai fegyverekkel megtámadott országok megsegítésére.
- X. cikk: A biológia és a biotechnológia békés célú felhasználásának elősegítése.

## Aláírók
Az egyezmény napjainkig 189 nemzetközileg elismert ország írta alá és ratifikálta. Egy másik aláíró Tajvan. További 4 ország aláírta, de még nem ratifikálta az egyezményt.
Számos ország fenntartásait fogalmazta meg az egyezménnyel kapcsolatban, mivel véleményük szerint az egyezmény hibásan engedélyezi egyes biológiai hatóanyagok és mérgek előállítását és tárolását gyógyászati célokra.

## Felülvizsgálati konferenciák
A szerződés felülvizsgálatára minden évben konferenciát rendeznek, jelenleg a 7. felülvizsgálati konferencián van a sor, amelyet 2011. december 5-22. között Genfben fognak megrendezni (az előkészítő bizottság április 13-15 között ülésezik ugyanott). Az 1990-es években javasolták először az egyezmény verifikációs rendszerének kidolgozását. korábban, az 1986-os konferencián a tagállamok csak abban egyeztek meg, hogy minden évben ún. Bizalomerősítő Intézkedéseket (Confidence Building Measures) hoznak és jelentenek be az ENSZ felé. 1991-ben alapították meg azt a szakértői csoportot, amelynek javaslatot kellett tennie a verifikációs rendszerre vonatkozóan (VEREX). További tárgyalásokat folytattak 1995 és 2001 között a nemzetközileg érvényes verifikációs protokoll elfogadása érdekében.
Azonban az 5. felülvizsgálati konferencia során, elsősorban az amerikai Bush-kormányzat ellenállása miatt, végül a javasolt verifikációs protokollt nem sikerült elfogadni. Az Egyesült Államok álláspontja szerint a javaslat nem szolgálta nemzetbiztonsági érdekeiket, mivel esetleg akadályozná legitim, kereskedelmi vagy védelmi tevékenységeiket (mivel az egyezmény, egyedülálló módon, nemcsak államokra és állami vállalatokra, hanem magáncégekre is vonatkozik). Az 5. konferenciát egyébként 2001. november-decemberben rendezték meg, nem sokkal a szeptember 11-i támadások és a lépfene-vírus tartalmazó levéltámadások után.
2001 óta a részes államok szakértői évente találkoznak, hogy egyes fenyegetésekre közösen keressenek új megoldási terveket, de az ellenőrzési rendszer kérdése azóta sincs napirenden.